# شکستگی پروکسیمال هومروس
شکستگی پروکسیمال هومروس (انگلیسی: Proximal humerus fracture) شکستگی در قسمت فوقانی استخوان بازو می‌باشد علائم عبارتند از درد تورم و کاهش قدرت حرکت شانه.
عوارض این نوع شکستگی عبارتند از آسیب‌های عصب یا شریان اگزیلاری.
علت عمدتاً ناشی از افتادن روی بازو یا وارد شدن ضربه مستقیم به بازو می‌باشد.
عوامل مستعد کننده عبارتند از پوکی استخوان و بیماری دیابت.
تشخیص عمدتاً بر مبنای رادیو گرافی و سی تی اسکن است.
انواع دسته‌بندی‌های متفاوتی برای آن وجود دارد اصلی‌ترین دسته‌بندی به کار رفته دسته‌بندی نیر (Neer classification) است که بر مبنای تعداد قطعات به یک قسمتی دو سه یا چهار قسمتی تقسیم می‌گردند.
درمان در اغلب موارد که جابجایی مختصر است و شکستگی پایدار می‌باشد به صورت غیر جراحی و با استفاده از آویز بازو به گردن انجام می‌شود اما در صورتی که گردن جراحی یا گردن آناتومیک شکسته باشد یا شکستگی‌ها دارای جابجایی زیاد باشند یا ناپایدار باشند تحت جراحی قرار می‌گیرد.
گزینه‌های جراحی متعددی برای این نوع شکستگی وجود دارد که عبارتند از استفاده از پلاک و پیچ (Open reduction with internal fixation ORIF)، استفاده از تنشن بند (Tension band fixation)، میله داخل کانال مرکزی استخوان (IM nailing)، ارتروپلاستی (arthroplasty) و کاربرد جااندازی بسته و فیکس کردن شکستگی از راه پوست با استفاده از پین که اصطلاحاً به نام (Closed reduction with percutaneous pinning CRPP) یا (Closed reduction with percutaneous fixation CRPF) نامیده می‌شود صورت می‌گیرد.